# Жорняки (Кобелякский район)
Жорняки (укр. Жорняки) — село, Бутенковский сельский совет, Кобелякский район, Полтавская область, Украина.
Население по данным 1989 года составляло 10 человек.
Село ликвидировано в 1995 году .

## Географическое положение
Село Жорняки находится на расстоянии в 0,5 км от села Бережновка. Рядом проходит автомобильная дорога Р-52.

## История
- 1995 — село ликвидировано [1].
- В 1941 году называлось Журняки[2]
- На карте 1869 года как хутор без названия[3]